# Verenigde Staten v. Cook
De zaak Verenigde Staten t. Rogers, 86 U.S. (19 Wall.) 591 (1873) was een zaak voor het Hooggerechtshof van de Verenigde Staten waarin het Hof oordeelde dat indianenstammen geen eigenaar zijn van de grond waarop hun reservaten staan. De grond is eigendom van de Verenigde Staten en de indianen hebben alleen het recht om het land te bezetten. Ze mogen geen hout kappen louter met het doel dit hout te verkopen, ze mogen alleen hout verkopen dat incidenteel werd gekapt voor een ander doel. De overheid heeft het recht om de schade te verhalen die is ontstaan door illegaal verkocht hout vanop zulke grond.

## Feiten
In 1831 droeg de stam van de Menominee een deel van hun reservaat in Wisconsin over aan de Verenigde Staten zodat de stam van de Stockbridge zich in dit gebied kon vestigen. Sommige leden van die stam kapten hout en verkochten dat aan George Cook. De Amerikaanse federale overheid startte vervolgens een gerechtelijke procedure op om het hout bij Cook te recupereren. Toen de zaak voor het Hooggerechtshof kwam, was Cook niet aanwezig om zijn zaak te bepleiten.

## Oordeel van het Hof
Opperrechter Morrison Waite schreef het arrest van het Hof en werd daarin unaniem bijgetreden door de overige rechters. Hij oordeelde dat de titel van de Stockbridge-stam enkel toeliet om het gebied te bezetten. De stam was echter geen eigenaar van de grond. Het waren de Verenigde Staten die eigenaar waren van deze grond. Hij verwees hiervoor naar de zaak Johnson t. M'Intosh uit 1823. De indianen hadden daarom niet het recht om hout te kappen met het enige doel dit hout te kunnen verkopen. Zij hadden daarentegen wel het recht om het hout te verkopen dat ze incidenteel zouden kappen als ze bijvoorbeeld een stuk grond zouden vrijmaken om er aan landbouw te doen. De verkoop van het hout moet een bijkomstigheid zijn van de grondbewerking. Is dat niet het geval dan kan de federale overheid gerechtelijke stappen ondernemen om het verkochte hout terug te vorderen.

## Latere ontwikkelingen
De rechtsregel die in dit arrest werd uiteengezet werd in 1920 overroepen toen het Congres een wet aannam die bepaalde dat Inheemse Amerikanen hout mochten verkopen ten voordele van hun stam.